# Lago Sarmiento de Gamboa
El lago Sarmiento de Gamboa  es un lago chileno ubicado dentro del parque nacional Torres del Paine, en la Región de Magallanes y de la Antártica Chilena. Debe su nombre a Pedro Sarmiento de Gamboa, quien fuera un explorador español.

## Ubicación y características
El lago parece como si tuviera un anillo a su alrededor, lo que sugiere, tras un breve examen de la distribución de sus depósitos, que haya experimentado cierta actividad hidrotermal.[cita requerida] Sus depósitos de calcio son similares a los depósitos encontrados en otros manantiales de agua caliente alrededor del mundo. El agua caliente se levanta a través de las rocas subyacentes y disuelve algunos de los minerales (en particular, calcita), los cuales se depositan en la superficie debido a la evaporación. Dichas estructuras blanquecinas han sido identificadas como trombolitos, por la presencia de arena, conchas de aragonito de gastrópodos y cianobacterias filamentosas, incluidas en una estructura cuajada de calcita magnésica, visible tanto a escala macroscópica como microscópica.

El lago parece no tener un desagüe superficial. Sin embargo, se le asocia a la cuenca del río Serrano.